# Énigme policière
Pour plus de détails, voir Fiche technique et Distribution.
Énigme policière (titre original : The Scarlet Hour) est un film américain réalisé par Michael Curtiz, sorti en 1956.

## Synopsis
E. V. Marshall, appelé « Marsh », travaille pour Ralph Nevins un riche promoteur immobilier et a une liaison avec la femme de Ralph, Paulie. Il lui demande de divorcer, mais Paulie ayant grandi pauvrement refuse de vivre sans l’argent de son mari.
Une nuit ils entendirent des cambrioleurs organiser un casse de bijoux dans la maison d’un docteur nommé Lynsbury. Ils ne préviennent pas la police, considérant que Ralph puisse apprendre qu’ils étaient ensemble. Quand elle retourna chez elle plus tard, Paulie est agressée physiquement par son mari en colère.
Soupçonnée par son comportement, Ralph raconte à sa secrétaire Kathy Stevens qu’il projette d’emmener sa femme en vacances laissant ainsi Marsh diriger sa société en son absence. Ralph suit Paulie quand elle voit Marsh. Maintenant voulant tout faire pour quitter son mari,  Paulie implore Marsh de voler les bijoux aux cambrioleurs au moment où ils quittent la maison du docteur Lynsbury.
A la scène du crime, où Marsh vole les bijoux aux cambrioleurs à leur sortie de la maison du docteur Lynsbury, Ralph surprend Marsh et Paulie en pleine action, Paulie tue Ralph. Les coups de feu des cambrioleurs font croire à Marsh que ce sont eux qui tuèrent Ralph.
Pendant que la police enquête, Kathy découvre que Ralph avait fait secrètement un enregistrement, expliquant ses soupçons envers sa femme. Kathy, amoureuse de Marsh, décide d’aller à la police et de tout avouer. Il s’avère, cependant, que le docteur Lyndsbury avait prémédité le cambriolage de sa propre maison,  espérant toucher l’argent de l’assurance après avoir remplacé les bijoux par des faux. La police met Lynsbury en état d’arrestation ainsi que Paulie avec la coopération de Marsh.

## Fiche technique
- Titre original : The Scarlet Hour
- Titre français : Énigme policière
- Réalisation : Michael Curtiz
- Scénario : Frank Tashlin, John Meredyth Lucas et Alford Van Ronkel
- Photographie : Lionel Lindon
- Montage : Everett Douglas
- Musique : Leith Stevens
- Société de production : Paramount Pictures
- Pays de production : États-Unis
- Format : Noir et blanc - 1,85:1 - Mono
- Genre : drame
- Date de sortie : 
  - États-Unis : avril 1956

## Distribution
- Carol Ohmart : Paulie Nevins
- Tom Tryon : E.V. 'Marsh' Marshall
- Jody Lawrance : Kathy Stevens
- James Gregory : Ralph Nevins
- Elaine Stritch : Phyllis Rycker
- E. G. Marshall : Jennings
- Ed Binns : Allen
- Jacques Aubuchon : Gros garçon
- Nat King Cole : Chanteur

Parmi les acteurs non crédités
- Joe Conley : Vendeur de voitures
- Richard Deacon : M. Elman
- Benson Fong : Benson
- Almira Sessions : Propriétaire